# Wallowa Mountains
De Wallowa Mountains is een gebergte in het Columbia Plateau in het noordoosten van Oregon. Het gebergte ligt tussen de Blue Mountains in het westen en de Snake River in het oosten en beslaat het zuidwesten van Wallowa County. De Wallowa Mountains worden soms beschouwd als oostelijke uitlopers van de Blue Mountains.